# Gábor Tardos
Pour les articles homonymes, voir Tardos (homonymie).
Gábor Tardos (né le 11 juillet 1964 à Budapest) est un mathématicien hongrois, professeur à l'université d'Europe centrale et auparavant titulaire d'une chaire de recherche du Canada à l'Université Simon Fraser. Il travaille principalement en combinatoire et en informatique. Il est le frère cadet d'Éva Tardos.

## Formation et carrière
Gábor Tardos obtient son doctorat en mathématiques à l'université Loránd-Eötvös de Budapest en 1988, sous la direction de László Babai et Péter Pálfy. De 1987 à 1990, il est boursier à l'université Loránd-Eötvös. Depuis 1991, il est chercheur à l'Institut de recherches mathématiques Alfréd-Rényi, avec des séjours à l'étranger.
Il est notamment chercheur postdoctoral à l'université de Chicago (1988-1989), à l'université Rutgers (1990-1992), à l'Université de Toronto (1995-1996) et membre de l'Institute for Advanced Study (1996-1997). De 2005 à 2013, il est titulaire d'une chaire de recherche du Canada à l'Université Simon Fraser en  géométrie discrète et algorithmique. Il retourne ensuite à Budapest à l'Institut de recherches mathématiques Alfréd-Rényi.

## Recherche
Une des premières contributions de Tardos est en algèbre universelle : il a décrit un clone maximal d'opérations monotones qui n'est pas finiment engendré. Il a obtenu des résultats partiels concernant la conjecture de Hanna Neumann. Avec son étudiant Adam Marcus, il a prouvé une conjecture combinatoire de Zoltán Füredi et Péter Hajnal qui était connue pour impliquer la conjecture de Stanley-Wilf (en). Avec des méthodes topologiques, il a prouvé que si {\displaystyle H} est un système d'ensembles fini composé d'unions d'intervalles de deux droites disjointes, alors on a l'inégalité {\displaystyle \tau (H)\leq 2\nu (H)}, où {\displaystyle \tau (H)} est le plus petit nombre de points couvrant tous les éléments de {\displaystyle H} et {\displaystyle \nu (H)} est la taille du plus grand sous-système disjoint de {\displaystyle H}. Par ailleurs, Tardos a élaboré une méthode pour construire des codes d'empreintes digitales probabilistes optimaux. Bien que le contenu mathématique de l'article soit difficile, l'algorithme est facile à implémenter.

## Prix
En 1988, Tardos reçoit le prix G. Grünwald pour jeunes chercheurs en mathématiques, attribué par la J. Bolyai Mathematical Society, 1988.
En 1992, Tardos obtient le prix de la Société mathématique européenne au premier Congrès européen de mathématiques. En 1999, il a reçu le prix Erdős de l'Académie hongroise des sciences et le prix Rényi de l'Institut de recherches mathématiques Alfréd-Rényi.
Il a reçu une bourse Lendület de l'Académie hongroise des sciences en 2009,, bourse spécialement conçue pour conserver des chercheurs exceptionnels en Hongrie.
Depuis 2018, Tardos est membre de l’Academia Europaea. En 2020, il est lauréat du prix Gödel pour la version algorithmique du lemme local de Lovász qu'il a développé avec Robin A. Moser.

## Publications (sélection)
- Dömötör Pálvölgyi et G. Tardos, « Unlabeled compression schemes exceeding the VC-dimension », Discrete Applied Mathematics, vol. 276,‎ 2020, p. 102–107 (DOI 10.1016/j.dam.2019.09.022)
- Robin A. Moser et G. Tardos, « A constructive proof of the general Lovász Local Lemma », Journal of the ACM, vol. 57, no 2,‎ 2010, p. 11:1-11:15 (DOI 10.1145/1667053.1667060).
- G. Tardos, « Optimal probabilistic fingerprint codes », Journal of the ACM, vol. 55,‎ 2008, p. 116–125 (DOI 10.1145/780542.780561).
- A. Marcus et G. Tardos, « Excluded permutation matrices and the Stanley-Wilf conjecture », Journal of Combinatorial Theory Ser. A, vol. 107, no 1,‎ 2004, p. 153–160.
- Tardos, « Towards the Hanna Neumann conjecture using Dicks' method », Inventiones Mathematicae, Springer-Verlag, vol. 123,‎ 1996, p. 95-104 (DOI 10.1007/BF01232368)
- G. Tardos, « Transversals of 2-intervals, a topological approach », Combinatorica, vol. 15,‎ 1995, p. 123–134 (DOI 10.1007/bf01294464).
- G. Tardos, S. Ben-David, A. Borodin, R. Karp et A. Wigderson, « On the power of randomization in on-line algorithms », Algorithmica, vol. 11,‎ 1994, p. 2–14 (DOI 10.1007/bf01294260).
- G. Tardos, « A maximal clone of monotone operations which is not finitely generated », Order, vol. 3, no 3,‎ 1986, p. 211–218 (DOI 10.1007/bf00400284).